# 11. мркоњићка лака пешадијска бригада
11. мркоњићка лака пешадијска бригада је била једна од најјачих јединица 30. пешадијске дивизије Војске Републике Српске. Бригада је званично основана 2. августа 1992. године, наредбом ГШ ВРС од 16.6.1992. Претечу бригаде и окосницу њене будуће структуре чинило је људство Борбене Групе 2, мобилизовано почетком априла 1992. године: Одред Територијалне одбране Мркоњић град, бањалучка минобацачка чета 120 мм, и одељења извиђача 30. крајишке дивизије. Бригада је попуњавана борцима општине Мркоњић град. У последњој години рата, бригада су прикључени борци бањалучке регије и других општина Републике Српске.
Први командант био је пуковник Блажо Бабић, после њега јединицом је командовао пуковник Радован С. Илић. Током Одбрамбено-отаџбинског рата бригада је била ангажована на посавском, врбаском, озренском, романијском и бихаћком ратишту.
Током рата, 162 припадника бригаде из општине Мркоњић град и 10 бораца бригаде из других општина Републике Српске је дало своје животе.

## Организација
Мркоњићка бригада је по формацији припадала 30. пешадијској дивизији. Окосницу бригаде су чинила три пешадијска батаљона. Бригада је још имала приштапске јединице и јединице за подршку. Бањалучка минобацачка чета 120 мм, и батерија топова ЗИС 76 мм представљали су артиљеријску снагу бригаде.
Бригада је била попуњена резервним официрима, подофицирима и војним обвезницима.

## Ратни пут

### 1992.
Током прве године рата у Босни, Мркоњићка бригада је учествовала у борбама за Кључ, заузимању Јајца и одбрани Коридора.
Први пешадијски батаљон је током маја месеца био ангажован у борби за Кључ, док је следећег месеца вршио одбрану Мркоњић града од заосталих хрватско-муслиманских јединица. Током јесени, батаљон је задејствовао у бици за Јајце, да би крај године дочекао у одбрани Коридора, у околини Орашја.
Други пешадијски батаљон је током битке за Јајце нападао правцем Јелик, да би по завршетку операције обезбеђивао хидроелектране у околини града.
Трећи пешадијски батаљон је одмах након оснивања, почетком августа, послат у битку за Јајце. Крајем децембра, батаљон је држао положаје на Коридору.

### 1993.
Већи део године, први пешадијски батаљон провео је на србобранском ратишту. У децембру, батаљон је заједно са другим пешадијским батаљоном послат на сарајевско ратиште у оквиру операције Дрина. Батаљон је током операције држао положаје Вогошћа - Кобиља Глава - Баре - Претис (1. пч) и истовремено учествовао у нападима на Олово у рејону Нишићке висоравни.
Други пешадијски батаљон је од фебруара до маја бранио положаје Војске Републике Српске на Коридору. Лето и јесен батаљон је провео на србобранском ратишту, да би у децембру учествовао у борбама на сарајевском ратишту, у рејону Бетаније и Средњег.
Трећи пешадијски батаљон је већи део године провео на србобранском ратишту. Батаљон је учествовао и у биткама код Маглаја, у саставу 19. србобранске бригаде.

### 1994.
Први пешадијски батаљон провео је целу годину на србобранском ратишту. Током маја, снаге Армије РБиХ заузимају положај батаљона на Голешу. Након губитка, батаљон заузима линију с. Пачаваре - Погана раван - Тополице, где остаје до јесени 1995. године.
Други пешадијски батаљон је током фебруара учествовао у борбама код с. Пазарић, у рејону Маглаја. До 30. маја, батаљон је држао положаје на србобранском ратишту с. Брезичани - к. Оштра глава, када трпи губитке услед снажног напада Армије РБиХ. Положај на Оштрој глави је у наредним даним стабилизован одбраном к. Страхињаче. Батаљон је остао на овим положајима све до септембарског повлачења бригаде наредне године.
Трећи пешадијски батаљон је целу годину провео на србобранском ратишту. Током лета, батаљон упућује једну мешовиту чету на озренско ратиште, где су претрпљени велики губици.

### 1995.
Током пролећа и лета, први пешадијски батаљон држао је положаје на србобранском ратишту. Трећи пешадијски батаљон је 12. августа потиснут са положаја, који је уз велике губитке убрзо потом повраћен. Након хрватске операције Маестрал, батаљон се заједно са бригадом 13. септембра повлачи и утврђује положаје око Мркоњић града. Током хрватске операције Јужни потез, батаљон је држао рејон с. Бјелајце - с. Лисковица - с. Магаљ До. Након 27 дана упорне одбране, батаљон добија наређење за повлачење на линију с. Шеховци - с. Тријебово, али је услед притиска хрватских снага потиснут у рејон Мале Мањаче.
Након повлачења бригаде у рејон Мркоњић града, други пешадијски батаљон заузима положаје у с. Парнице - Превиле - Дјевојке, у непосредној борби са хрватским снагама. Батаљон је заједно са бригадом напустио положаје 10. октобра и заузео линију р. Врбас - с. Сурјан, где остаје до краја рата.
Трећи батаљон се 13. септембра повлачи у рејон Мркоњић града заједно са својом бригадом. Батаљон заузима положај с. Власиње - с. Брда - с. Лисковица. Током операције Јужни потез, најжешћи напада хрватских снага на трећи батаљон ишли су правцем с. Брда, где вод БсТа после тешких борби уништава командни тенк непријатеља. Упркос отпору, батаљон је 10. октобра потиснут на линију Мала Мањача - Радаљица.

## Наоружање и техника
Ватрену моћ бригаде су чинили 6 тешких минобацача 120мм и топови батерије ЗиС 76мм. Први и други пешадијски батаљон су били наоружани по формацији, док је трећи батаљон углавном имао наоружање старијег типа.